# Hrabstwo Fillmore (Nebraska)
Hrabstwo Fillmore (ang. Fillmore County) – hrabstwo w stanie Nebraska w Stanach Zjednoczonych. Obszar całkowity hrabstwa obejmuje powierzchnię 575,37 mil2 (1 490,21 km²). Według danych z 2010 r. hrabstwo miało 5 890 mieszkańców. Hrabstwo powstało w 1856 roku, a jego nazwa pochodzi od Millarda Fillmorea - trzynastego prezydenta Stanów Zjednoczonych.

## Sąsiednie hrabstwa
- Hrabstwo York (północ)
- Hrabstwo Seward (północny wschód)
- Hrabstwo Saline (wschód)
- Hrabstwo Jefferson (południowy wschód)
- Hrabstwo Thayer (południe)
- Hrabstwo Nuckolls (południowy zachód)
- Hrabstwo Clay (zachód)
- Hrabstwo Hamilton (północny zachód)

## Miasta
- Geneva

## Wioski
- Exeter
- Fairmont
- Grafton
- Milligan
- Ohiowa
- Shickley
- Strang